# Meltem Cumbul
Meltem Cumbul (Akşehir, Turquía, 5 de noviembre de 1969) es una actriz turca y presentadora de televisión.

## Biografía
Meltem Cumbul su carrera abarca 16 largometrajes que incluyen Berlinale Golden Bear winner Head On movie, 6 series de televisión que incluyen Yılan Hikayesi, una de las más exitosas y vista en Turquía, así como musicales incluyendo Smokey Joe's Cafe y Taming of the Shrew. Ha interpretado a Fatma Sultan en "Muhtesm Yuzyil" (El sultán) .Esta seri ganó el premio de mejor serie del siglo XXI.
También recibió premios de y participado en jurados de muchos premios nacionales e internacionales en los festivales como Palm Springs, Queens, Ankara, and Antalya Golden Orange Film Festivals. Actualmente, Meltem Cumbul está enseñando el método de actuación de Eric Morris, con quien estudió en Los Ángeles por 3 años en 2005, en el State Conservatory of Mimar Sinan donde se graduó.

## Filmografía
- Bay E ("Mr.E")
- Böcek ("Bicho")
- La historia de Isaac
- Karışık Pizza ("Pizza Mixta")
- Propaganda
- Geboren En Absurdistan ("Nacido en Absurdistan")
- Duruşma ("Prueba")
- Abdülhamit Düşerken ("La Caída de Abdulhamid")
- Gegen die Wand ("De frente")
- Gönül Yarası ("Lovelorn")
- The Alphabet Killer
- Tell Me O Khuda (2011)
- Labirent ("Laberinto") (2011)
- Yilan Hikayesi
- Mustafa Gulaliyev
- Serşik Kertmesi
- Nuri
- Muhteşem Yüzyıl (2013-2014)
- yaktin Beni (2015)